# Thüringer Allgemeine

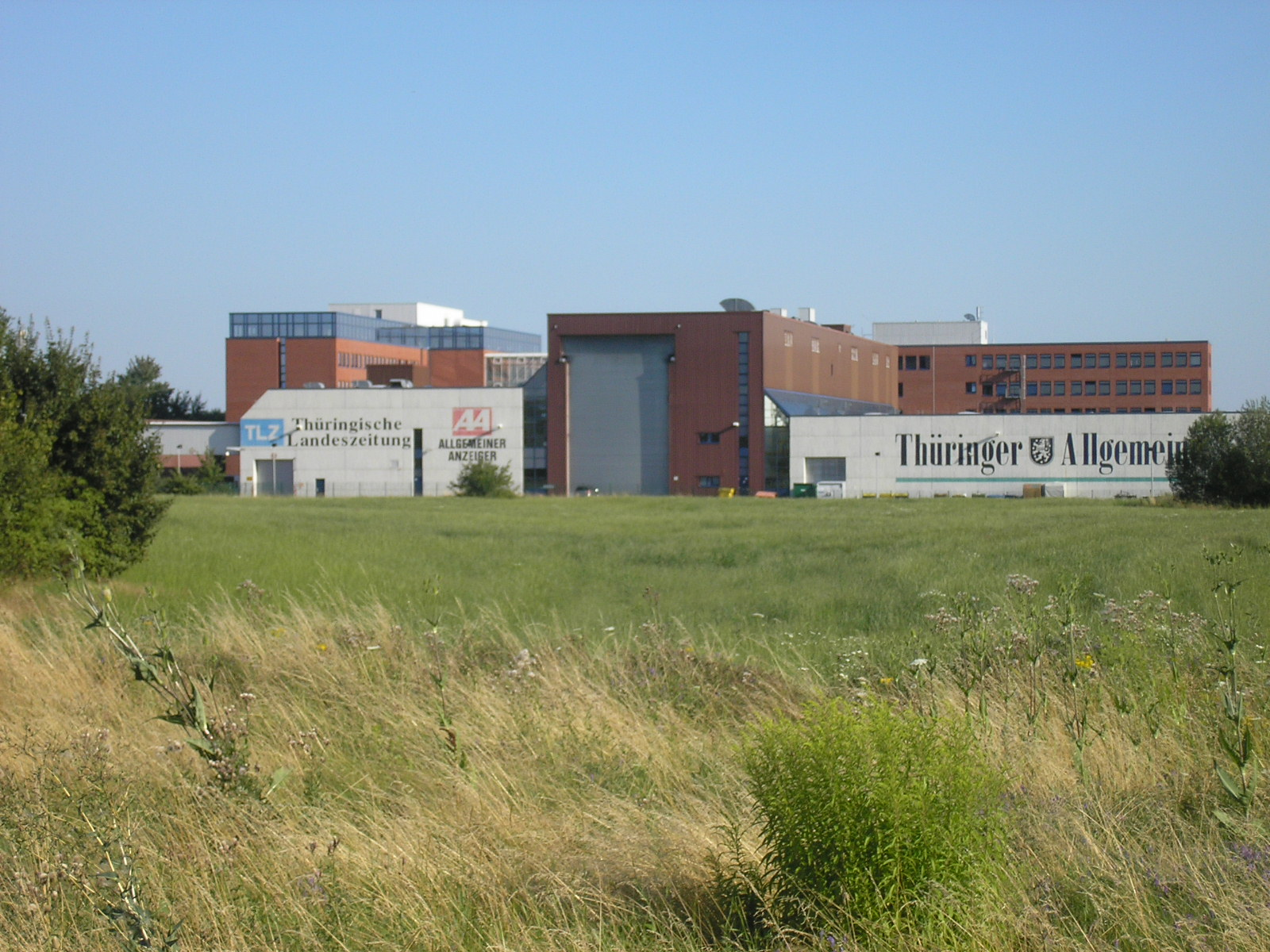
Ehemaliger Sitz der Redaktion in Erfurt-Bindersleben

Alternatives Logo

Die Thüringer Allgemeine (kurz TA) ist eine regionale deutsche Tageszeitung mit Sitz in Erfurt. Sie ist Teil der zur Funke Mediengruppe, ehemals WAZ-Mediengruppe, gehörenden Mediengruppe Thüringen (gemeinsam mit Ostthüringer Zeitung und Thüringische Landeszeitung) und zählt zu den auflagenstärksten Regionalzeitungen in Deutschland.
Die TA ging 1990 aus der Zeitung Das Volk hervor, die ab 1946 als Organ der SED im Bezirk Erfurt herausgegeben wurde. Im Zuge der Wende beschlossen die Redakteure und Verlagsmitarbeiter die Umwandlung des Blattes in eine „neue unabhängige Zeitung“ mit dem Namen Thüringer Allgemeine und sagten sich von der SED los. Unter dem neuen Namen erschien sie erstmals am 16. Januar 1990.
Die verkaufte Auflage beträgt mit einer Teilauflage der deutlich kleineren Thüringischen Landeszeitung zusammen 88.809 Exemplare, ein Minus von 72,2 Prozent seit 1998.
Die Thüringer Allgemeine erscheint mit folgenden 14 Lokalausgaben, deren Verbreitung sich an den bis 1994 bestehenden Kreisgrenzen orientiert: Apolda, Arnstadt, Artern, Bad Langensalza, Eichsfeld, Eisenach, Erfurt, Gotha, Ilmenau, Mühlhausen, Nordhausen, Sondershausen, Sömmerda und Weimar. Die Thüringer Allgemeine wird heute zu den Leitmedien im deutschsprachigen Raum gezählt.

## Geschichte

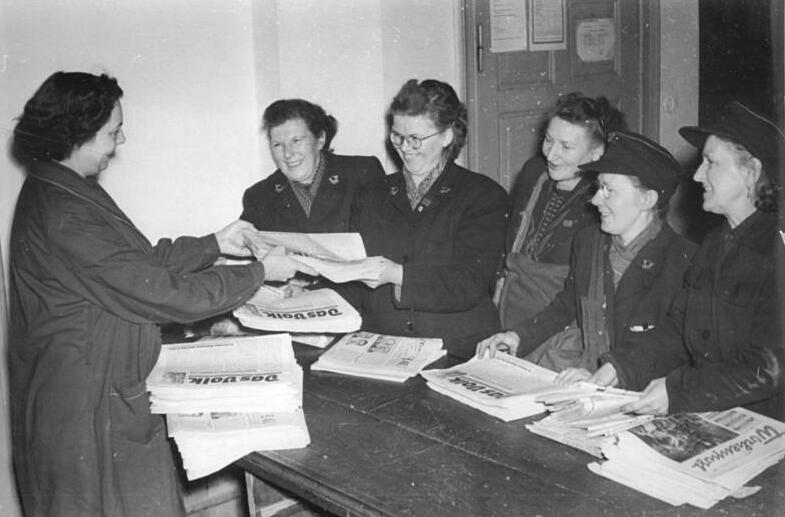
Verteilung der Zeitung Das Volk an die Postbotinnen im Hauptpostamt Gotha (1954)

Die Vorgängerzeitung Das Volk erschien erstmals am 9. April 1946. Das Thüringer Volk, Parteiorgan der KPD und später der SED, durfte mit Genehmigung der SMAD bereits 1945 in einer Auflage von 600.000 Exemplaren und fünf Mal wöchentlich erscheinen. Letzteres wurde der inzwischen gleichgeschalteten Thüringischen Landeszeitung der LDPD erst 1951 gestattet. Das Volk wurde ab 1951 das Organ der Bezirksleitung Erfurt der SED.
Die Thüringer Allgemeine war 1990 die erste der drei Thüringer Bezirkszeitungen der SED, die sich für unabhängig erklärte. Im Zuge des Wahlkampfs zur Volkskammerwahl im März 1990 beschlossen die Redakteure und Verlagsmitarbeiter, künftig keine Parteiwerbung für die PDS als Nachfolgepartei der SED mehr zu betreiben und erklärten sich für unabhängig. Die Umwandlung des Blattes in eine „neue unabhängige Zeitung“ mit dem Namen Thüringer Allgemeine wurde von etwa einem Drittel der Beschäftigten befürwortet. Unter dem neuen Namen erschien sie erstmals am 16. Januar 1990. Plakativ wurde der Titel Das Volk bei der ersten Ausgabe mit dem neuen Namen Thüringer Allgemeine überschrieben. Die Redaktion wählte damals aus ihren Reihen Sergej Lochthofen (der nicht der SED angehört hatte) zum Chefredakteur.
Damit die Zeitung unabhängig werden konnte, wurde am 28. Februar 1990 die Thüringer Allgemeine Mitarbeiter-Beteiligungs-GmbH mit der Nummer HRB 100009 und einem Kapital von 25.000 DDR-Mark beim staatlichen Notariat Erfurt eingetragen. Noch heute gehört die Zeitung zu einem Teil dieser GmbH. Als Gesellschafter beziehungsweise Geschäftsführer der GmbH unterzeichneten einige, die auch heute noch die Zeitung führen. Bis heute ist Sergej Lochthofen dort verzeichnet, ist also Miteigentümer der Zeitung. Noch bis zum 24. Mai 2004 war auch Lochthofens Vorgesetzter aus DDR-Zeiten, Peter Sterzing, in der Mitarbeiter-Beteiligungs-GmbH eingetragen. Der ehemalige Chef des Auslands-Ressorts von Das Volk wurde vom Ministerium für Staatssicherheit mit dem Namen „Peter Sturz“ geführt. Lochthofen wusste von der Vergangenheit Sterzings.
Die anderen Zeitungen in Thüringen folgten dem Beispiel der TA und erklärten sich ebenfalls für unabhängig.
Von ehemals acht Seiten wuchs die Zeitung durch neue Inhalte enorm an. Die veraltete technische Ausrüstung konnte dem stärkeren Wettbewerb im wiedervereinten Deutschland schwer standhalten. Auch das Zustellungssystem durch die Post, das an manche Leser die Zeitung erst um die Mittagszeit zustellte, bedurfte Reformen. Um die hohen Kosten einer solchen Erneuerung zu tragen, wurde eine Übernahme durch Verlage in den alten Bundesländern überlegt. Schließlich schloss sich die Thüringer Allgemeine zusammen mit der Ostthüringer Zeitung und der Thüringischen Landeszeitung der WAZ-Mediengruppe an. Die WAZ-Mediengruppe investierte eine halbe Milliarde DM und stattete die Thüringer Allgemeine mit neuester Technik aus.
Überregional erregte sie unter anderem 1999 Aufsehen. Damals veröffentlichte sie einen weißen Fleck auf einer Seite. Dort sollte ursprünglich ein Interview mit dem damaligen Ost-Beauftragten der Bundesregierung, Rolf Schwanitz (SPD), abgedruckt werden. Dieser hatte, so die Redaktion, jedoch bei der Autorisierung des Interviews die Antworten und Fragen dermaßen verändert, dass die Zeitung darauf mit dem Nicht-Abdruck reagierte.
Seit 2010 kooperiert die Thüringer Allgemeine inhaltlich verstärkt mit den anderen Zeitungen Thüringische Landeszeitung (TLZ) und Ostthüringer Zeitung (OTZ) der Mediengruppe Thüringen (MGT), ehemals Zeitungsgruppe Thüringen (ZGT), welche wiederum zur Funke Mediengruppe gehört. In den Printausgaben wird eine wachsende Zahl der Artikel untereinander ausgetauscht.
Am 1. September 2015 führte die Zeitung ein Online-Bezahlmodell ein.
Im Vorfeld der Landtagswahl 2019 wurde erneut eine nahezu leere Fläche abgedruckt. An dieser Stelle sollte ein Interview mit dem Spitzenkandidaten der AfD Thüringen, Björn Höcke, veröffentlicht werden. Dieser lehnte das Interview jedoch ab.
Die Zeitung wurde zwischen 1994 und Ende November 2021 im eigenen Druckzentrum in Erfurt gedruckt. Von der Schließung des Druckzentrums waren 270 Mitarbeiter betroffen.

## Auflage
Die Thüringer Allgemeine gehört zu den deutschen Tageszeitungen mit den größten Auflagenverlusten der vergangenen Jahre. Die verkaufte Auflage ist in den vergangenen 10 Jahren um durchschnittlich 6,4 % pro Jahr gesunken. Im vergangenen Jahr hat sie um 7,3 % abgenommen. Sie beträgt gegenwärtig 88.809 Exemplare. Der Anteil der Abonnements an der verkauften Auflage liegt bei 93,7 Prozent.
| 1998   | 1999   | 2000   | 2001   | 2002   | 2003   | 2004   | 2005   | 2006   | 2007   | 2008   | 2009   | 2010   | 2011   | 2012   | 2013   | 2014   | 2015   | 2016   | 2017   | 2018   | 2019   | 2020   | 2021   | 2022   | 2023  | 2024  |
| ------ | ------ | ------ | ------ | ------ | ------ | ------ | ------ | ------ | ------ | ------ | ------ | ------ | ------ | ------ | ------ | ------ | ------ | ------ | ------ | ------ | ------ | ------ | ------ | ------ | ----- | ----- |
| 319694 | 307388 | 298286 | 276425 | 268249 | 257508 | 247899 | 235596 | 225546 | 216857 | 207831 | 200408 | 194948 | 188934 | 183379 | 177177 | 172232 | 165256 | 159511 | 154099 | 147748 | 137530 | 127585 | 117810 | 106097 | 95846 | 88809 |

## Die Zeitung vom 12. Mai 2021
Am 12. Mai 2021 erschien aufgrund des Streiks im Funke-Druckzentrum Erfurt die Tagesausgabe der Thüringischen Landeszeitung, der Ostthüringer Zeitung und der Thüringer Allgemeinen als identische Ausgabe: Sie zeigt im Zeitungskopf die Logos der drei Zeitungen gleich groß nebeneinander und bestand aus 16 nicht nummerierten Seiten. Im Zeitungs-Impressum war an erster Stelle die Funke Medien Thüringen GmbH in Erfurt benannt, gefolgt von der Adresse des jeweiligen Zeitungsverlags. Diese Ausgabe zeigt: Die drei Regionalzeitungen in Thüringen sind tatsächlich eine Einheitszeitung mit optisch verschiedener Aufmachung und unterschiedlicher Regional-Berichterstattung.

## Chefredaktion
Der langjährige (1990–2009) Chefredakteur Sergej Lochthofen wurde 1953 im Arbeitslager Workuta in der Sowjetunion im GULag geboren. Im Jahr 1990 war er maßgeblich daran beteiligt, dass sich die Zeitung nicht länger als Wahlkampfmittel einer Partei missbrauchen ließ und stattdessen als erste im Osten Deutschlands unabhängig wurde. Von da an erschien sie unter der Leitung Lochthofens und unter dem Namen Thüringer Allgemeine.
Die Stellvertretung des Chefredakteurs lag neben Dirk Löhr auch bei Antje-Maria Lochthofen, Sergej Lochthofens Ehefrau. Zu DDR-Zeiten besuchte sie die SED-Parteihochschule. Sie schaffte es bis zur stellvertretenden Chefredakteurin der Zeitung Das Volk und übt damit heute bei der Thüringer Allgemeinen wieder die gleiche Funktion aus.
Nach Plänen des WAZ-Konzerns sollte Lochthofen sein Amt ab 1. Januar 2010 nicht mehr ausüben. Dies wurde ihm nach eigenen Angaben am Mittwoch, 25. November 2009, von der Geschäftsführung mitgeteilt. Mit Lochthofen sollte auch seine Frau Antje-Maria, bislang stellvertretende Chefredakteurin, ihren Posten verlieren. Eine Protestnote der Redaktion der Thüringer Allgemeinen durfte auf Intervention der WAZ-Gruppe nur in einer zensierten Form in der Printausgabe veröffentlicht werden. Lochthofen bezeichnete die Abberufung seiner Frau daraufhin als „Sippenhaft wie bei den Nazis oder unter Stalin“. Infolgedessen wurde er bereits am 2. Dezember 2009 als Chefredakteur abberufen und durch Paul-Josef Raue ersetzt. Am 15. Mai 2016 trat Johannes M. Fischer als Chefredakteur an. Seit dem 1. November 2018 ist Jan Hollitzer Chefredakteur der Thüringer Allgemeine.

## Chefredakteure
Chefredakteure der SED-Landeszeitung Thüringer Volk (1946–1950):
| Zeitraum  | Name                               |
| --------- | ---------------------------------- |
| 1946–1949 | Karl Doerr (SPD) paritätisch       |
| 1946–1950 | Otto Trillitzsch (KPD) paritätisch |

Chefredakteure der SED-Landes- bzw. Bezirkszeitung Das Volk (1950–1990):
| Zeitraum  | Name              |
| --------- | ----------------- |
| 1950–1954 | Kurt Hanke        |
| 1954–1959 | Erich Richter     |
| 1959–1965 | Rolf Schablinski  |
| 1965–1974 | Gerhard Fuchs     |
| 1974–1981 | Harald Kreft      |
| 1981–1990 | Werner Herrmann   |
| 1990      | Sergej Lochthofen |

Chefredakteure der Tageszeitung Thüringer Allgemeine (seit 1990):
| Zeitraum           | Name                |
| ------------------ | ------------------- |
| 1990–2009          | Sergej Lochthofen   |
| 2009–2016          | Paul-Josef Raue     |
| 2016–2018          | Johannes M. Fischer |
| seit November 2018 | Jan Hollitzer       |